# Jeremy Goss
Jeremy Goss (Oekolia, 11 maggio 1965) è un ex calciatore gallese, nato a Cipro, di ruolo centrocampista.
Assieme a Bryan Gunn, Mark Bowen, Robert Newman, Chris Sutton e Ruel Fox, è primatista di presenze (6), oltre ad essere primatista di reti (3) con la maglia del Norwich City nelle competizioni calcistiche europee.

## Carriera

### Nazionale
Il primo maggio del 1991 esordisce contro l'Islanda (1-0).

## Palmarès

### Club

#### Competizioni giovanili
- FA Youth Cup: 1

Norwich City: 1982-1983

#### Competizioni nazionali
- Coppa di Lega inglese: 1

Norwich: 1984-1985
- Second Division: 1

Norwich: 1985-1986